# St Minver
St Minver – wieś w Anglii, w Kornwalii. Leży 68 km na północny wschód od miasta Penzance i 349 km na zachód od Londynu. W 2001 miejscowość liczyła 2474 mieszkańców.